# HANS

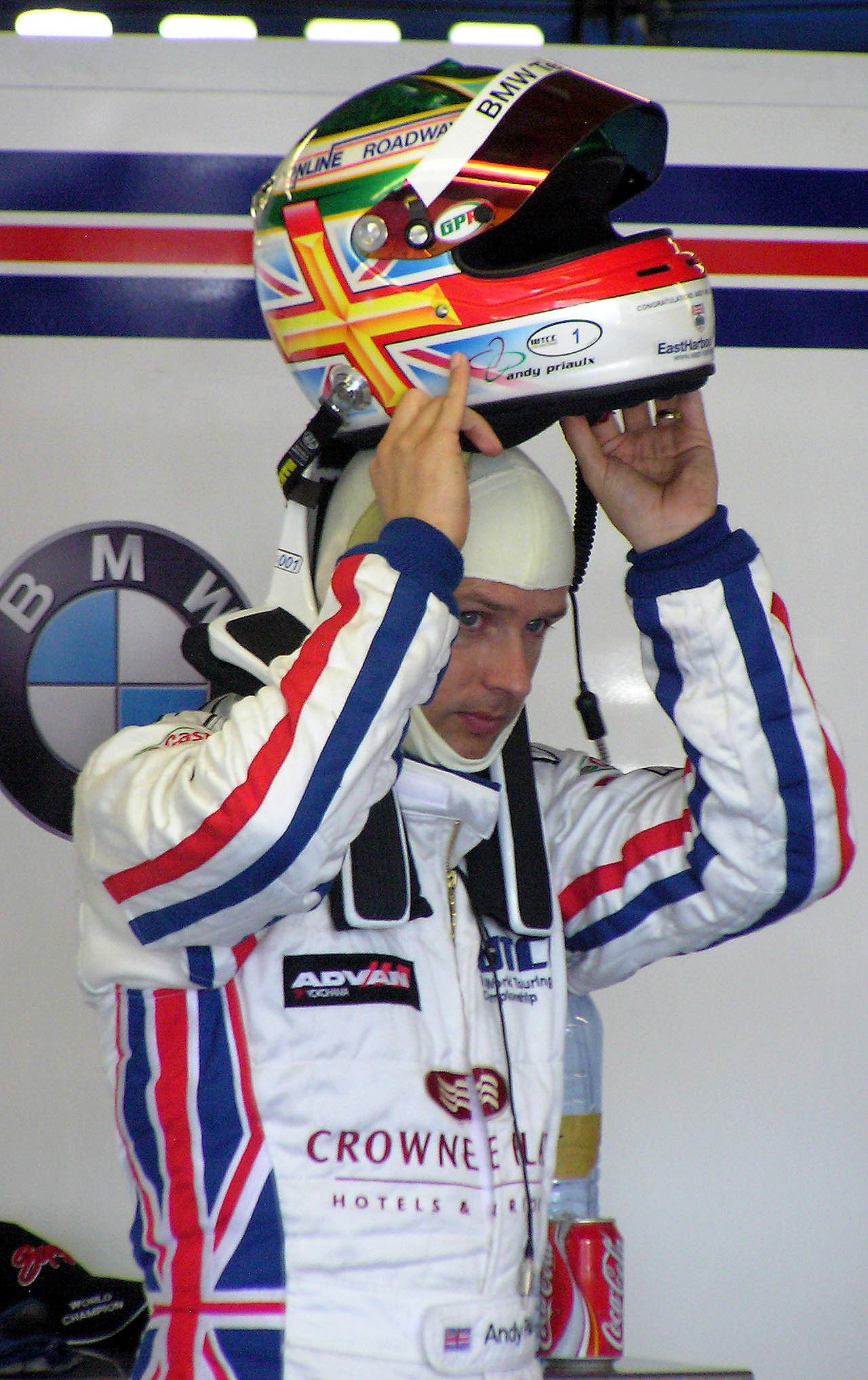
HANSデバイスを着けたアンディ・プリオール

HANS（ハンズ）とは、「Head and Neck Support」（頭部前傾抑制装置）の略で、四輪自動車競技での救命デバイスの一つである。
現在はHANSは開発した企業の商標となっているため、FIA（国際自動車連盟）がヘルメット・ヘルメット装着アンカー・テザー含む身体装着デバイスを一括したシステムとし、安全規格統一の上で「FHRシステム」((Frontal Head Restraint systems)＝頭部及び頸部の保護装置)として呼称統一を行っている。
頭部の前方方向の動きを規制して、追突などの強い減速加速度から首を保護するための物である。FIAなど格式有る団体が公認する競技では着用が義務づけられておりヘルメットとともにレースには欠かせない用具の一つである。日本など一部地域では清音で「ハンス」とも発音される。一般への知名度はヘルメットほどは無いが四輪自動車競技ではヘルメットと並ぶ安全装備である。
構造としては、ヘルメットと首のサポーターを紐状のものでつなぐようになっており、首のサポーターの部分は肩から胸まで伸びていてシートベルトで上から押さえつけることで位置を固定する構造になっている。

## 歴史
1. HANS本体
2. テザー（耐衝撃紐。両側に一対）
3. ヘルメットアンカー（両側に一対）
4. ショルダーサポート

F1におけるHANSの構造。

モータースポーツの世界では昔から、クラッシュ時の衝撃により頭部や頚椎部を損傷し死亡する事故のほかに、1989年のF1で頸髄損傷による半身不随により引退を余儀なくされたフィリップ・ストレイフをはじめ一命を取り留めても首の負傷で半身不随等の障害が残るケースが多く見られた。その理由について近年研究が進んだ結果、体がシートベルトによりマシンに固定されているのに対し、頭部は固定されていないため、超高速でクラッシュすると慣性の法則により頭だけが激しく前のめりになることで首が伸び、頭をステアリング等にぶつけることで脳が損傷を受けたり、首が引っ張られることで頚椎部が損傷したりする、ということが明らかになった。
そこでヘルメットと首のサポーター部を伸縮性の低い紐などで結ぶことで、クラッシュ時に頭が前のめりになっても紐の制約により首が極端に伸びることが制限され、頭部や頚椎部の損傷を防げるのではないか、ということで開発されたのがHANSである。似たような狙いのデバイスとしてはエアバッグが有名だが、エアバッグは機構が複雑でありレーシングカーに組み込むのには向かない上、レース中の他車との接触等によりエアバッグが不必要に動作してしまうことが少なくないことに加え、頭部の損傷防止には効果が高いものの頚椎部の損傷防止には効果が薄い。これに対しHANSは構造がシンプルな上、頚椎部の損傷防止にも効果が高いことなどから、モータースポーツの世界ではHANSの方が救命効果が高いとされている。
一方でHANSの使用には紐を結ぶ対象となるヘルメットの装着が必須で、加えて5点式以上のシートベルトで上半身がシートに固定されている状態が前提となっている。そのため一般の乗用車の運転時にHANSを使用することは現実的ではない。特に日本の場合、道路運送車両法に定められた保安基準の関係上、公道上で4点式以上のシートベルトを使用することが事実上認められていないため、たとえヘルメットを装着していても公道での運転時にHANSによる救命効果を得ることができない（3点式シートベルトでは上半身の固定が不完全で衝突時の頚部延伸を完全には防げない）。従ってHANSの利用局面は、今のところレース中などサーキットでの走行時や、一部のラリーに限られている。
HANS自体は1980年代後半に、当時ミシガン州立大学の教授だったロバート・ハーバード博士によって発明された。1981年にミッドオハイオ・スポーツカーコースのIMSA GTUクラスレースでルノー・5・アルパインターボに乗り事故死したパトリック・ジャックマールの死因について、彼の同僚でIMSA王者を5度取得したレーサーでもあったジム・ダウニングが、柔らかい砂山に突っ込んだはずなのに頭蓋底骨折で死亡するという不可解な状況に疑問を抱き、ゼネラル・モーターズでバイオメカニクス・クラッシュエンジニアの仕事を行っていたハーバードにジャックマールの事故状況とダウニング本人による死因の推定、すなわち急激な減速に伴う拘束された胴体と拘束されない頭部に関連した問題についての最初の指摘を行った事がHANS開発の発端であった。ハーバードは1985年にHANSの最初のプロトタイプを開発し、ダウニングがレースの中でその効果をテストした。1989年に人体ダミーを用いた衝突実験では、頭部への衝撃エネルギーが80 %低減する事が確認された。ハーバードとダウニングは一連の研究の中で得られた成果を元に1990年にHANSを商品化し、HANSの開発・製造・販売のための新会社「Hubbard Downing Inc」を設立した。1996年頃からは当時国際自動車連盟 (FIA) の医療チームのトップだったシド・ワトキンスが中心になって改良が進められ、当初は米国のIRLやCARTなどを中心に普及が進んだ（CARTでは2001年よりオーバルコースでのレースにおいてHANSの装着を義務化）。NASCARでも2001年のデイトナ500でデイル・アーンハートが死亡した事故を契機にHANSの普及が進んだ。NHRAでは1996年のブレイン・ジョンソンの事故死を契機にHANSの導入がいち早く行われていたが、2004年のダレル・ラッセルの事故死までは義務化まではされていなかった。NHRAではクラッシュにより火災が発生する場合も多いため、特別な防炎対策が施されたHANSが用いられている。2009年にはFIAは傘下の国際レースカテゴリー全てでHANSの装着を義務付けとした。
世界選手権ではF1において2003年より全ドライバーが装着を義務付けられている。世界ラリー選手権 (WRC) でも2005年よりHANS装着が義務化されている。
日本においては2002年のフォーミュラ・ニッポン 第2戦 富士スピードウェイにおける道上龍のクラッシュを受けて、当日のうちに服部尚貴が全ドライバーにHANSの導入を呼びかけ、JRPがHANSの輸入ルート調査に動き出した。全日本GT選手権でも採用が検討されるなど国内レースにおける採用の契機となった。道上自身もHANSの必要性を説き、復帰後に導入した。2017年からJAF公認サーキットレースの全カテゴリーに対し同システムの着用を義務化、ラリーカテゴリーにおいては全日本ラリー選手権では2021年から義務化するなど普及が進んでいるが、ラリーの下部カテゴリー選手権や、スピード行事（ジムカーナ・ダートトライアル・サーキットトライアル）では推奨に留まっている。
また、FIAはFHRデバイスの公認基準として2006年に「FIA8868-2005」規格を、2009年には「FIA8868-2010」規格を策定、現在は「FIA8868-2010」規格に準拠したシステムデバイスが各種メーカーから販売され、樹脂成型された安価な装置も市販されるようになった。

## 問題点
HANSは紐でヘルメットとサポーターを結んで首の動きを一定の範囲内に制約することで安全を確保しているが、その副作用として左右を振り返って後方を確認することが難しくなるという問題があり、競技者（特に他の競技よりも競技中に首を動かす頻度が高いラリーの選手）の中には「視野が狭くなりかえって危険だ」として、今でもなおHANSの装着を嫌がる者も少なくない。そのような意見を反映して、最近は左右に首を振ることのできる角度を広げたツーリングカーレース用のHANSも存在している。
またHANSの登場初期の頃はサポーターの角度が合わない、シートベルトで押さえつける肩の部分の形状が合わない等の原因から、走行中の横GでHANSがずれて肩や首を痛めたなどといった問題も多く報告されていたが、改良によりHANSの肩に当たる部分に最初からパッドがついたものが登場しているほか、サポーターの角度もオーダーメイドで変更できるようになり、HANSにより逆に体を痛めるといった例は大きく減少した。
また、FHRデバイス装着時に適合した形状の競技用バケットシートも開発・市販されたことで、市販型デバイス着用でも適正な装着位置に保つことが可能になり、廉価版のデバイスが販売されることも相まって下位カテゴリーのアマチュアクラスの選手にも普及しやすい価格帯になり、現在では安全性向上などの理由からほとんどの選手が着用するようになっている。

### 類似品の登場と認証規格
HANSは登場当初は上記のような問題があったため、それぞれの競技内容に沿ったヘッド・アンド・ネック・サポートの類似品が登場した。はじめに世に現れたのはNASCARで2001年以降HANSと共に使用が認可されたハッチェンズ・デバイスであった。2000年にセーフティ・ソリューションズ社が発表したハッチェンズ・デバイスは、脇下と腰の2箇所で締めたケブラー製ベルトからヘルメットに複数本のストラップを伸ばし、Dリングで連結するもので、HANSのような大きなサポーターを必要としないため体や首の動きを妨げにくい利点があったが、NASCARでは2005年以降はHANSの使用のみを認可し、ハッチェンズ・デバイスの使用は禁止となった。
元々は帆船レース用カッターボートの索具の開発者であったアシュリー・ティリングにより、ヘッド・アンド・ネック・サポート向けのクイックリリース・シャックルが開発され、車両乗降時のHANSの脱着が非常に楽になったことも、ドライバーたちがHANSを受け入れる契機となった。クイックリリース・シャックルは、NASCARドライバーのスコット・プルエットが2000年のPPI・モータースポーツ時代にハッチェンズ・デバイスと共に使用しはじめ、その後HANSでも導入された。これにより、2016年現在では米国のモータースポーツにおいてはモンスタートラックやモトクロスなどの競技でも、何らかの形状のヘッド・アンド・ネック・サポートは大概用いられるようになった。
2007年7月、米国の非営利団体「SFI Foundation」はHANSを始めとするヘッド・アンド・ネック・サポートの安全性の認証規格である「SFI スペック38.1」を発表した。スペック38.1は少なくとも70 Gの衝撃から装着者を防護できる性能要件が課されており、本家HANSの他、2003年にオフロードバイク競技向けとして登場したリアット-ブレイス社のMoto-Rデバイス、2006年にLFTテクノロジーズ社が開発したR3デバイス、セーフティ・ソリューションズを買収したシンプソン・パフォーマンス・プロダクツがハッチェンズ・デバイスの構造を発展させたハッチェンズ・ハイブリッド・デバイス、NecksGen社がパワーボート向けに開発したREVデバイス、レーシングカートやダートトラック向けヘルメットを開発していたZ Sports社が発表したZ-Techデバイスなどがスペック38.1の認証を取得した。
スペック38.1の普及は、それまで多くのモータースポーツで寡占的なシェアを誇っていたHANSの地位を一定以上低下させる効果をもたらした。2010年以降ハッチェンズ・ハイブリッドがFIAやNASCARで再度認証を得てレースシーンに復帰する切っ掛けともなり、オートバイやモーターボート競技向けのシンプルなスペック38.1準拠デバイスは、より安価な価格で効果的なヘッド・アンド・ネック・サポートが参戦資金が少ないプライベーターにも十分に普及するための原動力にもなった。そしてスペック38.1に2016年現在では適合しなくなった旧タイプのハッチェンズ・デバイスやその類似品は、スペック38.1準拠デバイスの使用を必ずしも義務化していない小規模なレースカテゴリーの参加者であっても、誰もが簡単に入手可能な価格で市場に提供されるようにもなった。